# Brasofensin
Brasofensin (NS-2214, BMS-204756) je feniltropanski inhibitor ponovnog preuzimanja dopamina koji su razvili Bristol-Myers Squibb i ugašena kompanija NeuroSearch za lečenje Parkinsonove i Alchajmerove bolesti.

## Istorija
Godine 1996, brazofensin je ušao u fazu I ispitivanja u Sjedinjenim Državama i faze II u Danskoj. Od 1996. do 1999. godine, Bristol-Myers Squibb (BMS) je bio uključen u razvoj i testiranje pre nego što je napustio saradnju sa NeuroSearch. Godine 2001, potvrđeno je da je razvoj brasofensina prekinut.

## Farmakologija
U životinjskim modelima Parkinsonove bolesti, brazofensin je bio efikasan u stimulisanju lokomotorne aktivnosti i reverziji akinezije. Faza II ispitivanja na ljudima sprovedena su 1996. godine i pokazalo se da je brazofensin efikasan i da se dobro toleriše u dozi od 4 mg; međutim, razvoj je zaustavljen nakon što je prijavljena in vivo cis-anti izomerizacija grupe 2a-metiloksima.

## Osobine
Brasofensin je organsko jedinjenje, koje sadrži 16 atoma ugljenika i ima molekulsku masu od 327,249 .
| Osobina                  | Vrednost |
| ------------------------ | -------- |
| Broj akceptora vodonika  | 3        |
| Broj donora vodonika     | 0        |
| Broj rotacionih veza     | 3        |
| Particioni koeficijent ( | 3,8      |
| Rastvorljivost (logS, log(mol/L))       | -5,1     |
| Polarna površina (PSA, Å2)  | 24,8     |

## Literatura
- Hardman JG, Limbird LE, Gilman AG (2001). Goodman & Gilman's The Pharmacological Basis of Therapeutics (10. изд.). New York: McGraw-Hill. ISBN 0071354697. doi:10.1036/0071422803.
- Thomas L. Lemke; David A. Williams, ур. (2007). Foye's Principles of Medicinal Chemistry (6. изд.). Baltimore: Lippincott Willams & Wilkins. ISBN 0781768799.